# S. W. Erdnase
S. W. Erdnase war das Pseudonym eines Autors, der in seinem 1902 veröffentlichten Buch The Expert at the Card Table Fingerfertigkeiten, Betrügereien und Zaubertrickprinzipien für Spielkarten beschreibt. Das Buch gilt immer noch als Pflichtlektüre der Kartenkunst und wird liebevoll „die Bibel“ oder schlicht „Erdnase“ genannt. Seit 1902 wird es kontinuierlich in zahlreichen Sprachen aufgelegt. Erdnases wahre Identität gilt als eines der bestgehüteten Geheimnisse der Zauberkunst.
The Expert at the Card Table war das erste Buch überhaupt, in dem die Techniken des Falschspiels und der Kartenkunst ausführlich, detailliert und mit vielen Illustrationen (über 100 Stück) versehen beschrieben wurden. Darüber hinaus trug Erdnase viele neue Griffe und Techniken bei, welche die Handhabung von Spielkarten grundlegend veränderten.
Es ist außerdem das Buch, von dem „der Professor“ Dai Vernon (einer der einflussreichsten Kartenkünstler des zwanzigsten Jahrhunderts) sagte, dass er daraus den größten Teil seiner Kenntnisse über die Kartenkunst erworben hatte.

## Kritik
Zu den größten Kritikern Erdnases gehören unter anderem Steve Forte und Daniel Madison. Objekt der Kritik ist hierbei der Teil des Buches, der sich mit Falschspiel beschäftigt. 
„I strongly believe that only one plausible theory dominates the moves, words, and ideas presented in The Expert at The Card Table. S. W. Erdnase was not a professional card cheater, nor was he an expert at the card table. Erdnase was a clever sleight-ofhand enthusiast who pretended to be a cheater who specialized in cheating with moves and systems that he invented.“

[übersetzt] Ich bin der starken Überzeugung, dass einzig und allein eine plausible Theorie die Moves, Worte und Ideen aus  The Expert at The Card Table dominiert. S. W. Erdnase war weder ein professioneller Falschspieler, noch war er ein Experte am Kartentisch. Erdnase war ein cleverer Fingerfertigkeits-Enthusiast, welcher vorgetäuscht hatte, ein Falschspieler zu sein, der sich darauf spezialisiert hatte, mit den Moves und Systemen, die er erfunden hatte, zu mogeln.

## Trivia
Der Spitzname Erdnase des deutschen Pokerspielers Jan Heitmann geht auf S. W. Erdnase zurück.